# Asioteia de Flios
Axioteia ou Asioteia de Flios (em grego:  Ἀξιοθέα Φλειασία fl. c. 350 AEC) foi uma discípula de Platão e Espeusipo.
Ela nasceu em Fliunte, uma antiga cidade na Arcádia, que estava sob o poder de Esparta, quando Platão fundou a Academia. Lá, as mulheres recebiam a mesma educação que a dos homens e em grande parte possuíam direitos iguais. Segundo Temístio, Asioteia leu A República e então viajou para Atenas para se tornar estudante do filósofo; estudou na Academia disfarçada, vestida como um homem, devido ao olhar da sociedade ateniense quanto às mulheres (a exemplo, as hetairas). Mesmo quando sua identidade foi revelada, ela permaneceu na Academia e trouxe outra mulher, Lasteneia de Mantineia. Depois da morte de Platão continuou os estudos com Espeusipo, sobrinho de Platão.

Um fragmento de papiro dos Papiros de Oxirrinco menciona uma não identificada mulher que estudou com Platão, Espeusipo, e então com Menedemo de Erétria. O fragmento explica ainda que "na adolescência ela era adorável e cheia de graça." Uma possível referência a Asioteia ou Lasteneia.